# Jon Daniels
Jon Daniels (né le 24 août 1977 à Queens, New York, États-Unis) est le directeur-gérant des Rangers du Texas, un club de la Ligue majeure de baseball. Âgé de 28 ans lorsqu'il est nommé à ce poste en octobre 2005, Daniels est la plus jeune personne à occuper cette fonction dans l'histoire du baseball majeur.

## Biographie
Jon Daniels est diplômé en économie appliquée et en management de l'université Cornell
. Il gradue en 1999 en même temps que A. J. Preller, son futur assistant chez les Rangers du Texas et éventuel directeur-gérant des Padres de San Diego.

### Rangers du Texas
Il décroche un poste de stagiaire en 2001 chez les Rockies du Colorado de la Ligue majeure de baseball. Il se sert de cette expérience comme tremplin pour postuler chez les Rangers du Texas, où il est engagé comme assistant aux opérations baseball, pour ensuite être promu au poste de directeur des opérations baseball en octobre 2003, puis assistant au directeur-gérant John Hart en juillet 2004.

#### 2005-2009
Le 4 octobre 2005, Hart remet sa démission et les Rangers annoncent que le poste de directeur-gérant sera désormais occupé par Jon Daniels. Il est à 28 ans et 41 jours la plus jeune personne à occuper cette fonction dans l'histoire du baseball majeur. Il hérite d'une équipe de milieu de peloton qui n'a pas joué en séries éliminatoires depuis 1999 et ses premières décisions ne sont guère impressionnantes. Le 5 décembre, deux mois après son entrée en poste, il étonne en échangeant le joueur de deuxième but étoile Alfonso Soriano aux Nationals de Washington contre le voltigeur Terrmel Sledge, le premier but-voltigeur Brad Wilkerson et le lanceur Armando Galarraga. Dès la saison suivante, Soriano devient chez les Nationals l'un des rares joueurs de l'histoire à entrer dans le « club 40-40 ». Si le retour obtenu par Texas dans cet échange ne passe pas à l'histoire, la transaction a le mérite de libérer le poste de deuxième but pour la future vedette des Rangers Ian Kinsler. 
Une des plus mauvaises décisions de Daniels, de son propre aveu, survient peu après lorsque le 6 janvier 2006 il échange Sledge, le lanceur Chris Young et, surtout, le jeune joueur de premier but Adrian Gonzalez aux Padres de San Diego contre les lanceurs Adam Eaton et Akinori Otsuka. Gonzalez, qui n'avait disputé que 59 matchs en deux ans jusque-là dans sa carrière, devient un joueur étoile chez les Padres et Young s'avère plus utile à sa nouvelle équipe que Eaton, qui se blesse et ne lance que 13 matchs des Rangers.
Le 28 juillet 2006, Daniels a la main plus heureuse lorsqu'il acquiert Carlos Lee et Nelson Cruz des Brewers de Milwaukee en échange des voltigeurs Laynce Nix et Kevin Mench et du lanceur droitier Francisco Cordero. Vétéran ayant déjà fait ses preuves, Lee brille avec une moyenne au bâton de ,322 dans les 59 derniers matchs de la saison régulière 2006 des Rangers, mais quitte comme agent libre une fois la campagne terminée. Son départ permet aux Rangers d'obtenir deux choix de repêchage en compensation : ils sélectionnent en juin 2007 Blake Beavan et Julio Borbon. Le joueur clé de la transaction avec les Brewers est Nelson Cruz, alors joueur des ligues mineures qui frappera 157 circuits pour Texas de 2006 à 2013, réservera ses meilleures performances dans les éliminatoires et sera nommé joueur par excellence de la Série de championnat 2011 de la Ligue américaine.
À la date limite des échanges le 31 juillet 2007, Jon Daniels réalise son coup de maître lorsqu'il échange aux Braves d'Atlanta le joueur de premier but vedette Mark Teixeira, qui allait devenir joueur autonome à la fin de la saison et avait deux semaines plus tôt refusé un contrat de 140 millions de dollars pour 8 ans chez les Rangers. Daniels l'envoie à Atlanta avec le releveur gaucher Ron Mahay et reçoit en échange le receveur Jarrod Saltalamacchia et 4 joueurs d'avenir, dont l'arrêt-court Elvis Andrus, le lanceur gaucher Matt Harrison et le lanceur droitier Neftalí Feliz. 
Le 21 décembre 2007, Daniels et les Rangers cèdent le jeune lanceur partant droitier Edinson Vólquez et son collègue gaucher Danny Herrera aux Reds de Cincinnati en retour du voltigeur Josh Hamilton, jeune homme au passé trouble qui a passé des années à combattre de graves problèmes de toxicomanie. Ayant réglé ses problèmes de dépendance aux drogues et à l'alcool, Hamilton connaît tant de succès au Texas qu'en 2010 il est voté joueur par excellence de la Ligue américaine.

#### Depuis 2010
La table est maintenant mise pour plusieurs saisons où les Rangers seront parmi les meilleurs clubs du baseball. La franchise qui a historiquement connu peu de succès remporte ses deux premiers titres de la Ligue américaine en 2010 et 2011, un honneur qui lui avait échappé à ses 38 premières années à Arlington. Le club qui n'avait jusque-là remporté qu'un seul match éliminatoire (en 1996) fait deux voyages en Série mondiale mais repart bredouille. Après une défaite aux mains des Giants de San Francisco en Série mondiale 2010, le revers en Série mondiale 2011 est particulièrement difficile à accepter : après être deux fois passé à une seule prise de mettre fin au 6e match de la finale et être sacrés champions, les Rangers gaspillent leurs avances et perdent les deux derniers matchs contre les Cardinals de Saint-Louis.
En 2010, Jon Daniels est nommé directeur-gérant de l'année dans la Ligue majeure de baseball par Baseball America. 
Le 1er mars 2013, il reçoit une promotion et ajoute le titre de président des opérations baseball à celui de directeur-gérant. 
Le 14 novembre 2014, les Rangers accordent une prolongation de 3 ans à Daniels, qui est désormais lié au club jusqu'à la fin de la saison 2018.